# Lo Vern de Salon
Vern (en francès Vergt) és un municipi francès situat al departament de la Dordonya i a la regió de la Nova Aquitània.

## Demografia
| 1962                                       | 1968  | 1975  | 1982  | 1990  | 1999  | 2007  |
| ------------------------------------------ | ----- | ----- | ----- | ----- | ----- | ----- |
| 1.190                                      | 1.124 | 1.369 | 1.419 | 1.422 | 1.514 | 1.725 |
| Des de 1962: població sense dobles comptes |       |       |       |       |       |       |

## Administració
| Període   | Identitat      | Partit |
| --------- | -------------- | ------ |
| 2002-2008 | Jean-Luc Noyer |        |
| 2008-     | Raymond Cacan  | PS     |

## Agermanaments
- Saint-Jacques de Montcalm